# Robert J. Shapiro
Robert J. Shapiro är chef vid Sonecon, LLC, ett amerikanskt konsultföretag som bland annat arbetar med finansiella frågor, immaterialrätt och frågor kring klimatförändring. Han är rådgivare till IMF och har även flera andra uppdrag. Under 1990- och 2000-talet arbetade han för och med Bill Clinton, Al Gore och John Kerry i deras valkampanjer och för Clinton under dennes presidentskap. En fråga han engagerat sig särskilt i är naken blankning, som han gjort tydliga uttalanden emot.